# Enzesfeld-Lindabrunn
Enzesfeld-Lindabrunn è un comune austriaco di 4 238 abitanti nel distretto di Baden, in Bassa Austria; ha lo status di comune mercato (Marktgemeinde). È stato istituito nel 1970 con la fusione dei comuni soppressi di Enzesfeld e Lindabrunn.

## Geografia fisica
Il comune si trova a pochi chilometri da Vienna, capitale dell'Austria.